# Betsucomi
Betsucomi (jap. ベツコミ) ist ein japanisches Manga-Magazin, das sich an ein jugendliches weibliches Publikum richtet und daher zur Shōjo-Kategorie gezählt wird. Die Kernzielgruppe bilden jüngere Jugendliche, also Mittel- und Oberschülerinnen, und die Geschichten handeln meist vom Schulalltag. Das Magazin erscheint seit 1970 monatlich bei Shogakukan, früher unter dem Namen Bessatsu Shōjo Comic (別冊少女コミック, ~ Komikku), d. h. ursprünglich als Extraausgabe (bessatsu) der Shōjo Comic (Sho-Comi). 2016 wurden jeden Monat 41.000 Exemplare verkauft. 2009 waren es noch 92.000.

## Serien (Auswahl)
- Banana Fish von Akimi Yoshida
- Basara von Yumi Tamura
- Binetsu Shōjo von Kaho Miyasaka
- Black Bird von Kanoko Sakurakōji
- Bokura ga Ita von Yūki Obata
- Dengeki Daisy von Kyōsuke Motomi
- Doubt!! von Kaneyoshi Izumi
- Galism von Mayumi Yokoyama
- Hatsu Haru – Wirbelwind der Gefühle von Shizuki Fujisawa
- Hot Gimmick von Miki Aihara
- Imadoki! von Yuu Watase
- Joō no Hana von Kaneyoshi Izumi
- Kaze Hikaru von Taeko Watanabe
- Kokoro Button von Maki Usami
- Piece – Erinnerung an eine Fremde von Hinako Ashihara
- Poe no Ichizoku von Moto Hagio
- Saruyama! von Shōko Akira
- Seiho Highschool Boys von Kaneyoshi Izumi
- Sunadokei von Hinako Ashihara
- Tomoe ga Yuku! von Yumi Tamura
- Yasha von Akimi Yoshida
- Yuzuki-san Chi no Yon-Kyōdai von Shizuki Fujisawa